# 26-я церемония «Грэмми»
26-я церемония вручения премий «Грэмми» состоялась 28 февраля 1984 года в Shrine Auditorium, Лос-Анджелес. На ней вручались награды за 1983-й музыкальный год. Рекорд поставил Майкл Джексон, получивший сразу 8 наград. Из россиян премию получил Мстислав Ростропович.
26-я церемония «Грэмми» получила наивысший рейтинг (с 43,8 млн зрителей), остававшийся рекордным до 2012 года.

## Награды

### Grammy Lifetime Achievement Award
- Чак Берри, Чарльз Паркер

### Основная категория

#### Запись года
- Куинси Джонс (продюсер) & Майкл Джексон за сингл «Beat It»

#### Альбом года
- Куинси Джонс (продюсер) & Майкл Джексон за альбом «Thriller»

#### Песня года
- Стинг (автор) за песню «Every Breath You Take» в исполнении группы The Police

#### Лучший новый исполнитель
- Culture Club (среди номинантов были только группы: Big Country, Eurythmics, Men Without Hats, Musical Youth)

### Рок-музыка

#### Лучший женский рок-вокал
- Пэт Бенатар — «Love Is a Battlefield»

#### Лучший мужской рок-вокал
- Майкл Джексон — «Beat It»

#### Лучшая рок-группа
- The Police — Synchronicity

#### Лучшее рок-инструментальное исполнение
- Стинг — «Brimstone and Treacle»

### Кантри

#### Лучшее женское кантри-исполнение
- Энн Мюррей — «A Little Good News»

#### Лучшее мужское кантри-исполнение
- Lee Greenwood — «I.O.U.»

#### Лучшее вокальное исполнение кантри дуэтом или группой[англ.]
- Alabama — «The Closer You Get…»

#### Лучшее инструментальное исполнение кантри[англ.]
- New South — «Fireball»

#### Лучшая кантри-песня
- Mike Reid (автор) — «Stranger in My House» (Ronnie Milsap)

### Музыкальное видео
- Лучшее короткое музыкальное видео
  - Duran Duran за клип «Girls on Film/Hungry Like the Wolf»

- Лучшее длинное музыкальное видео
  - Майкл Джексон за клип «Thriller»

## Классическая музыка
- Best Chamber Music Performance
  - Мстислав Ростропович & Рудольф Сёркин за запись Иоганнес Брамс: Sonata for Cello and Piano in E Minor, Op. 38 and Sonata in F, Op. 99